# Sibirocosa sibirica
Sibirocosa sibirica là một loài nhện trong họ Lycosidae.
Loài này thuộc chi Sibirocosa. Sibirocosa sibirica được Wladislaus Kulczynski miêu tả năm 1908.